# 河莉秀
河莉秀（： Harisu，1975年2月17日—），真名李慶恩（： Lee Kyung-eun），是韓國跨性别女演員、歌手，以模特、歌手、演員身分活躍於韓國、日本、中國大陸和臺灣等地。
河莉秀出生於首爾附近的城南市。在1997年至1998年間到日本並修讀髮型師課程，以及在當地的俱樂部演唱。其间進行手术。1999年獲得娛樂公司垂青，並為韓國化妝品公司DoDo拍廣告，這個廣告使河莉秀開始知名。
2001年韩国仁川警察局批准将她的法定性别变更为女性，同时将名字改为李慶恩。

## 作品

### 专辑
- 《Temptation》
- 《Liar》
- 《Foxy Lady》（中文版：狐狸）
- 《Reaction》（中文版：舞法自拔）
- 《Summer》

### 電影
- 《黃色頭髮2》
- 《千年怨》
- 《桃色》
- 《纏身》

### 电视剧
- 《嗨！親愛的（英语：Hi! Honey (TV series)）》等三部

## 婚姻
2007年5月19日在首爾瑞草區CENTRALCITY千禧年大廳與MICKY-鄭（本名鄭英鎮，27歲）舉行了盛大婚禮。婚禮由KBS播音員申榮一主持，證婚人為1997年對河莉秀進行變性手術的東亞大學醫學院教授金碩權。
為了考取社會福利師證照，與丈夫決定一起報讀長安大學經營學系，並獲頒獎學金，成為2008年屆新生。
2017年6月12日两人离婚。

## 外部連結
- 河莉秀的新浪微博
- Facebook Fan Page
- 河莉秀的Instagram帳戶